# Torino Porta Nuova
Torino Porta Nuova egy vasúti fejpályaudvar Torinóban, Olaszországban. Az ország harmadik legforgalmasabb pályaudvara a Roma Termini és a Milano Centrale után, így a Grandi Stazioni üzemelteti. 1861-ben nyílt meg. Napi 350 olaszországi és nemzetközi vonat indul innen. Párizsba közvetlen TGV közlekedik.

## Vasútvonalak
- Torino-Fossano-Savona-vasútvonal (hagyományos),
- Torino–Genova-vasútvonal (hagyományos),
- Torino–Milánó-vasútvonal (hagyományos),
- Torino–Milánó nagysebességű vasútvonal (nagysebességű),
- Torino–Modane-vasútvonal
- Torinó-Pinerolo-Torre Pellice-vasútvonal
- Torinói metró Line M1

## Célállomások
A legfontosabb célállomások:
- Lyon Part Dieu
- Paris Gare de Lyon
- Bari Centrale
- Bologna Centrale
- Firenze Santa Maria Novella
- Genova Piazza Principe
- Lamezia Terme
- Lecce
- Livorno
- Milano Centrale
- Milano Porta Garibaldi
- Napoli Centrale
- Roma Termini, Roma Ostiense, Roma Tiburtina
- Palermo Centrale
- Stazione di Reggio di Calabria Centrale
- Salerno
- Siracusa
- Venezia Santa Lucia

## Képek

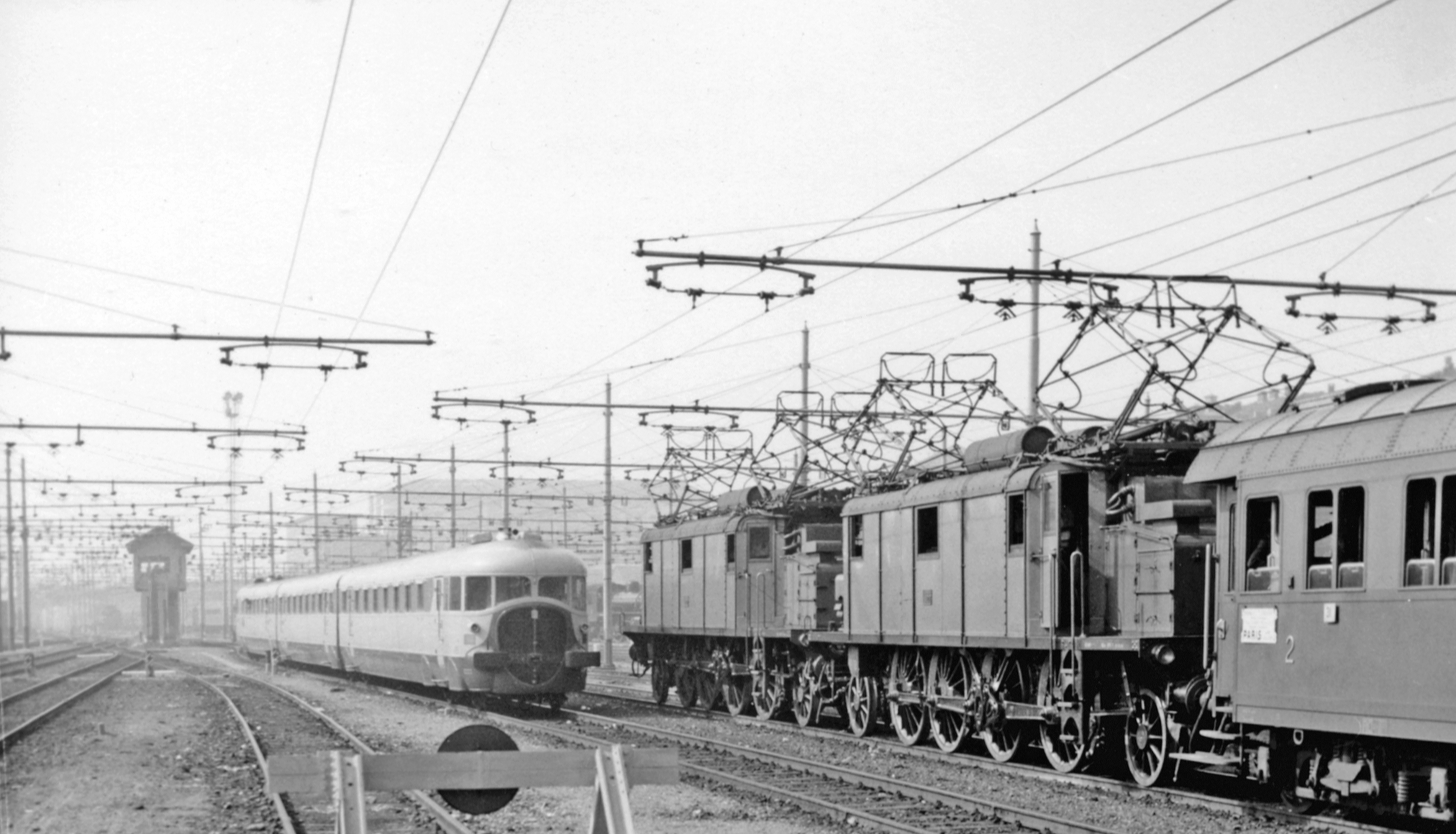
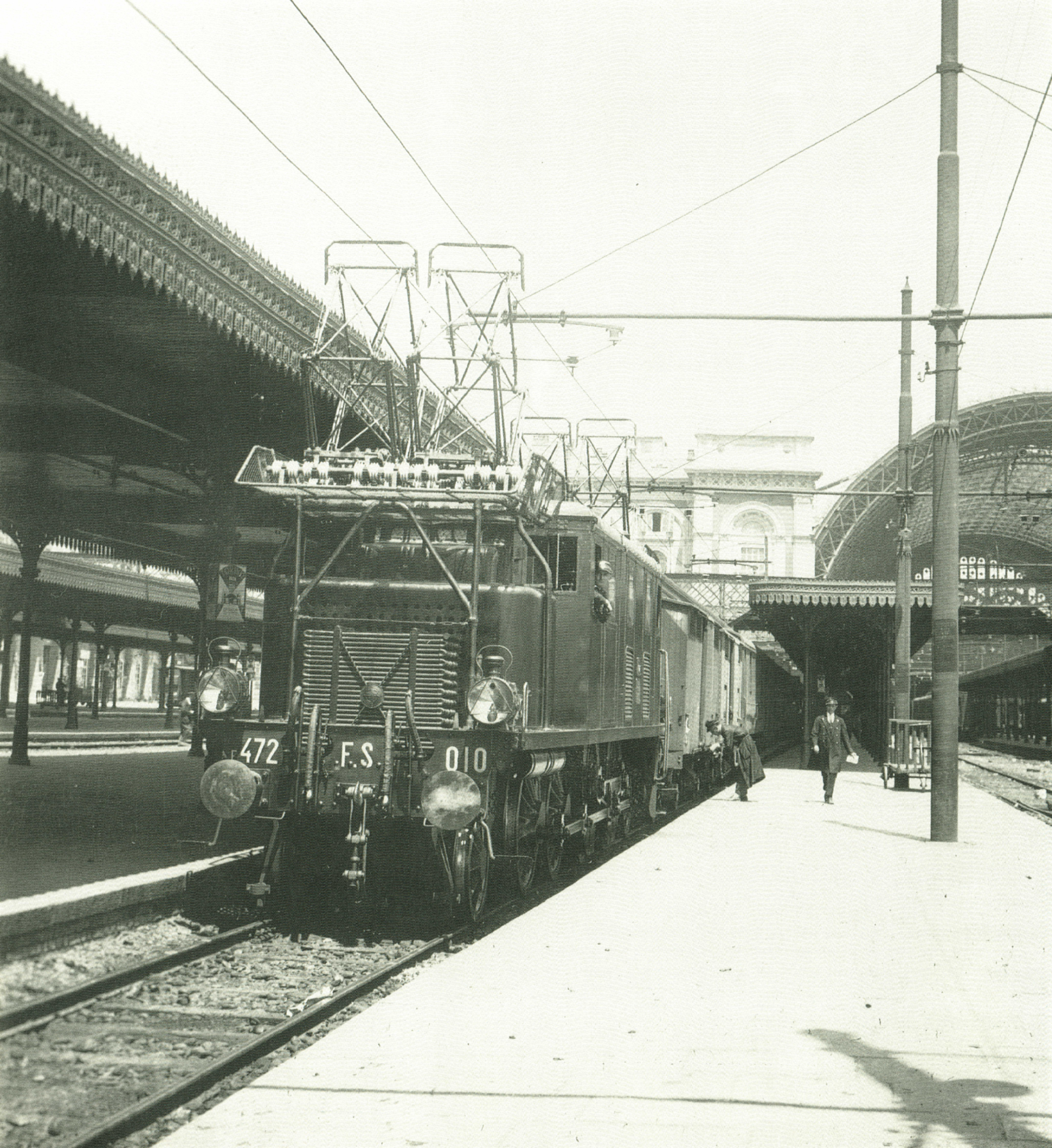
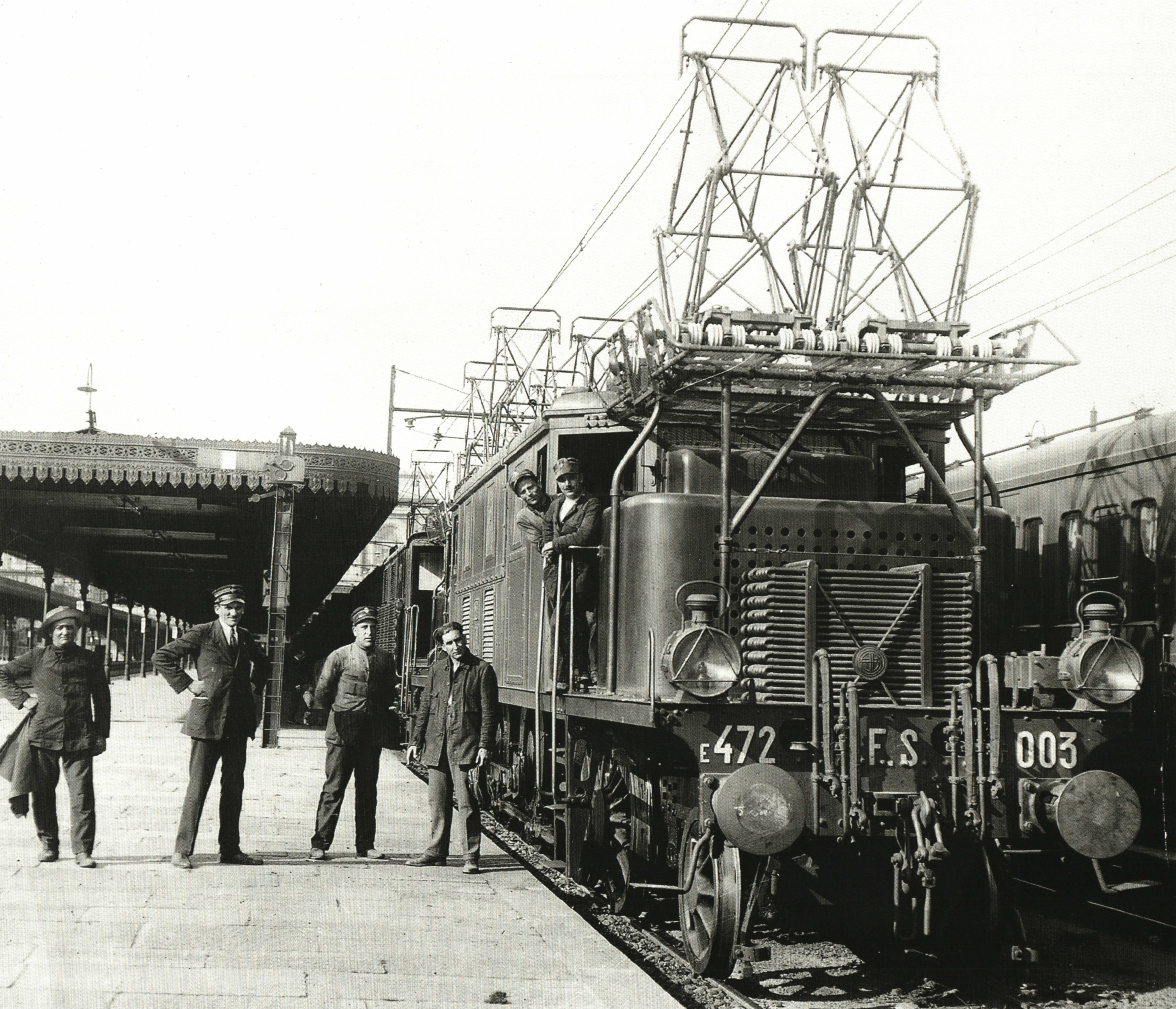
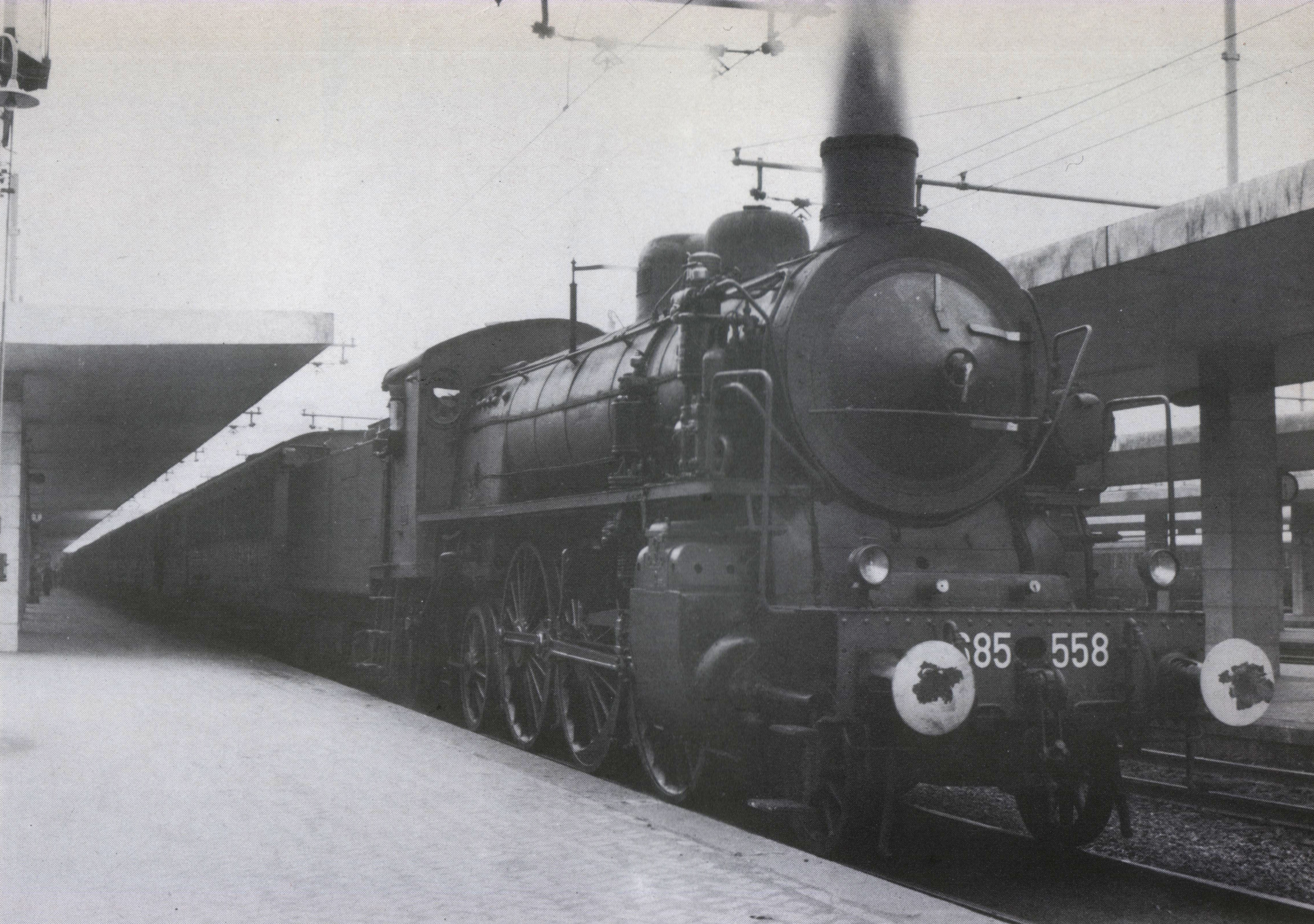
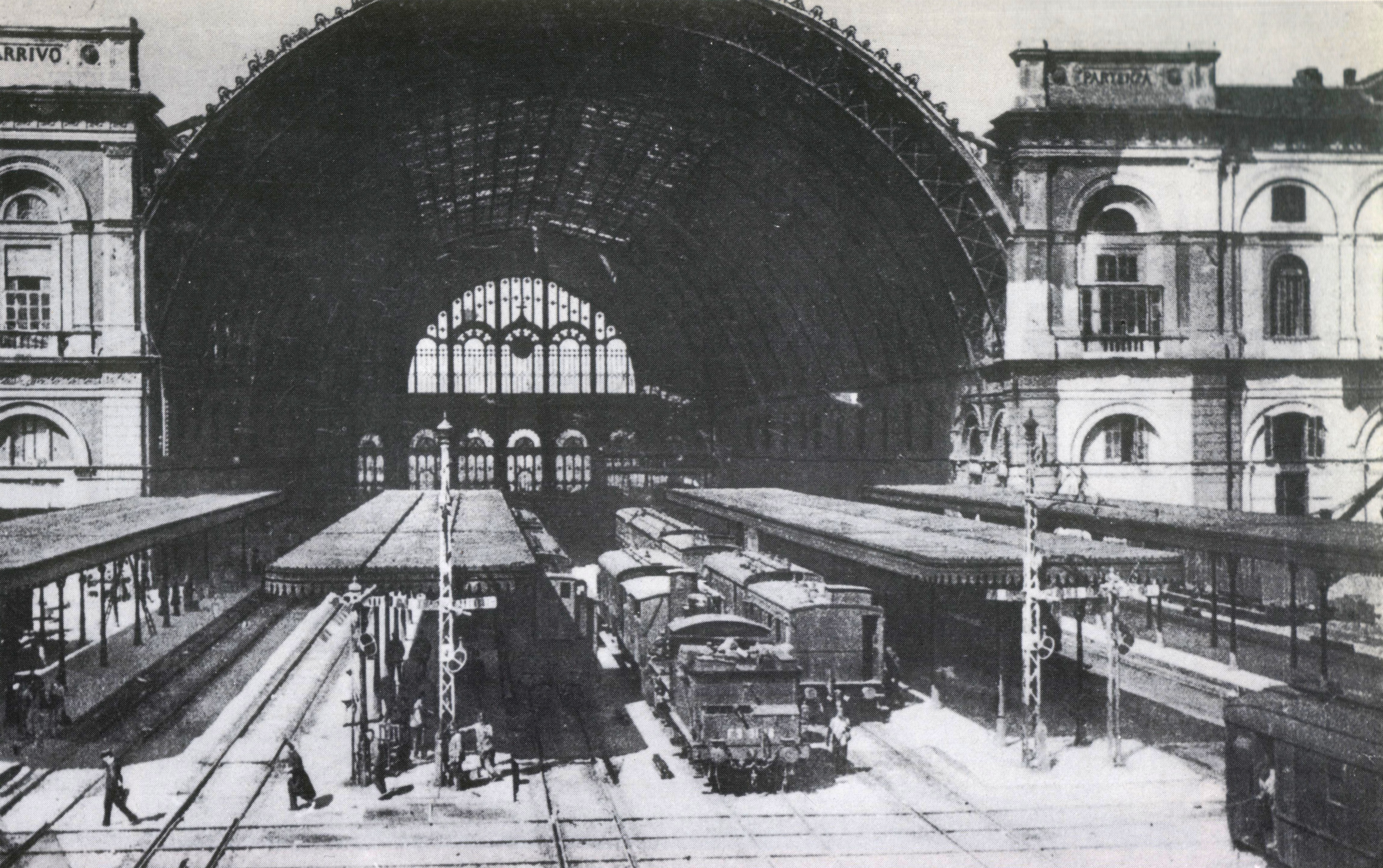
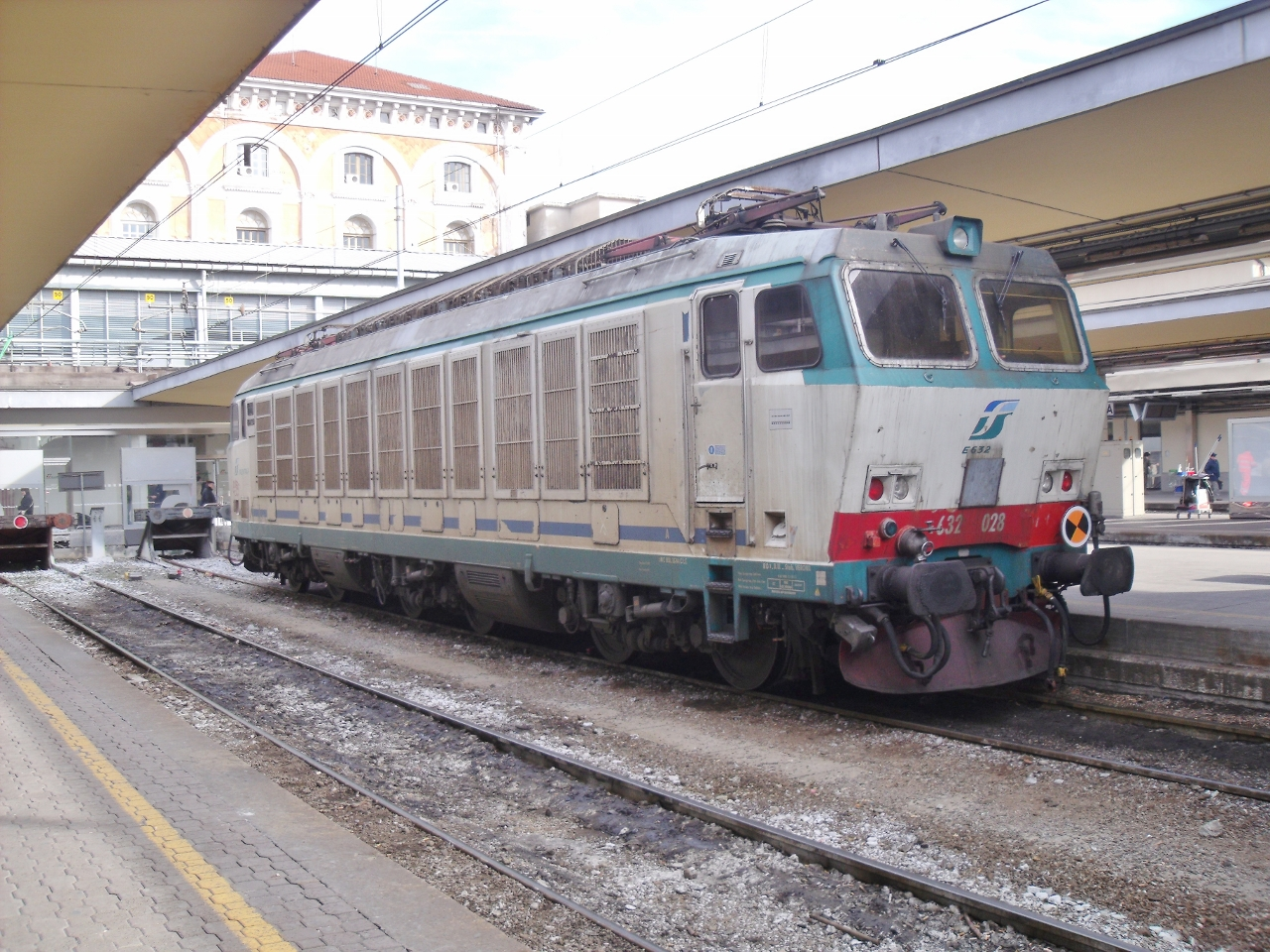
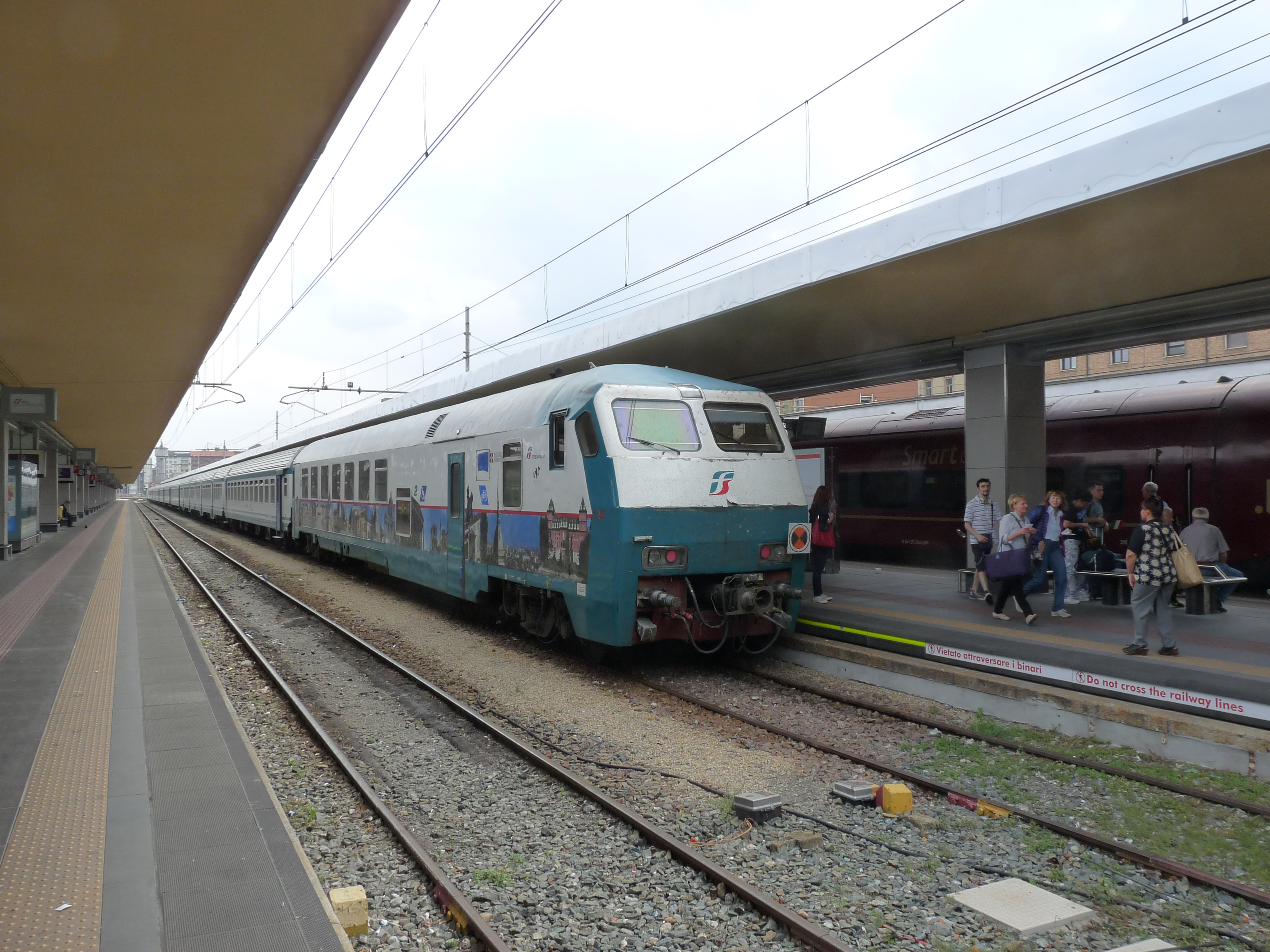
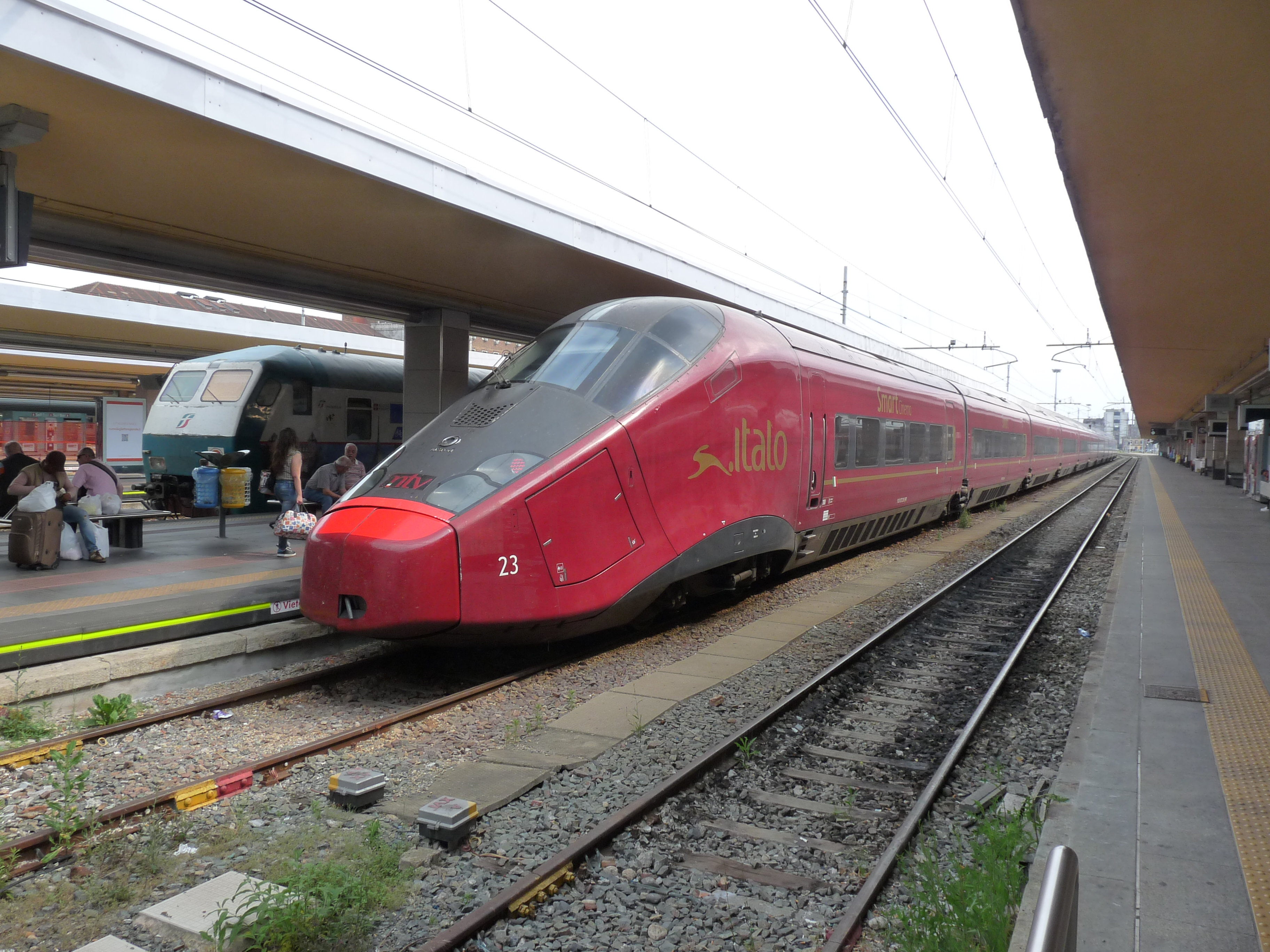
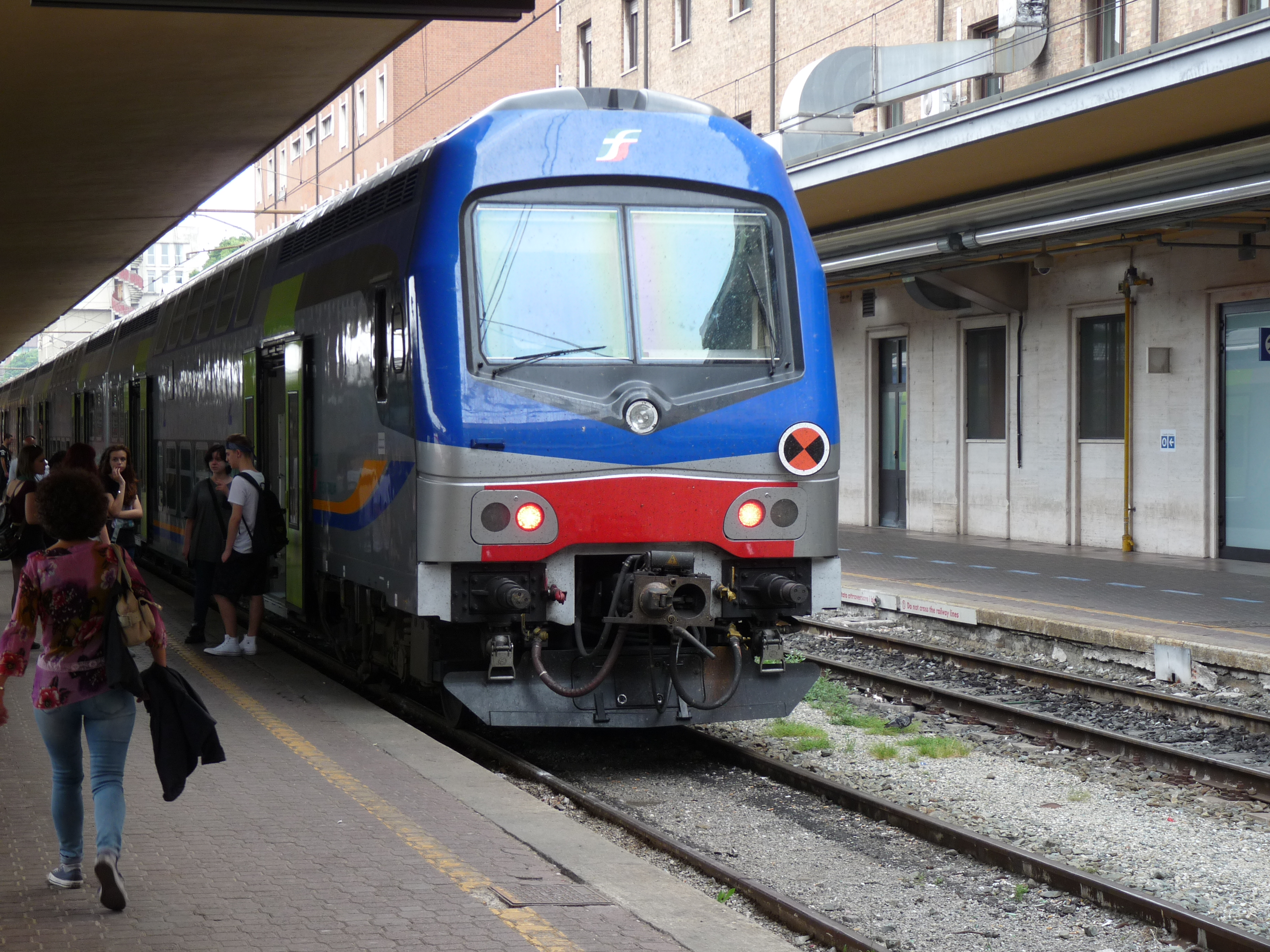
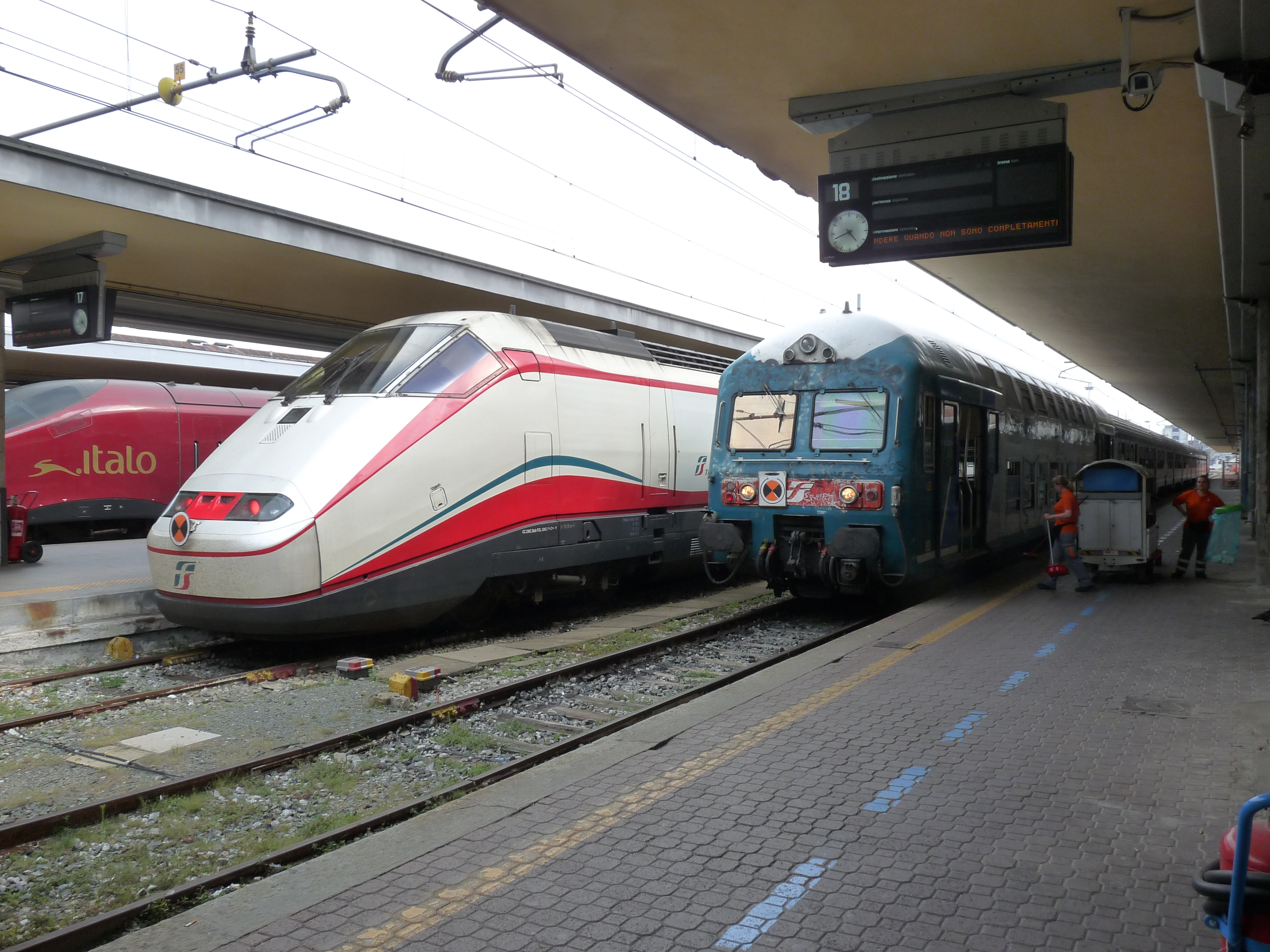
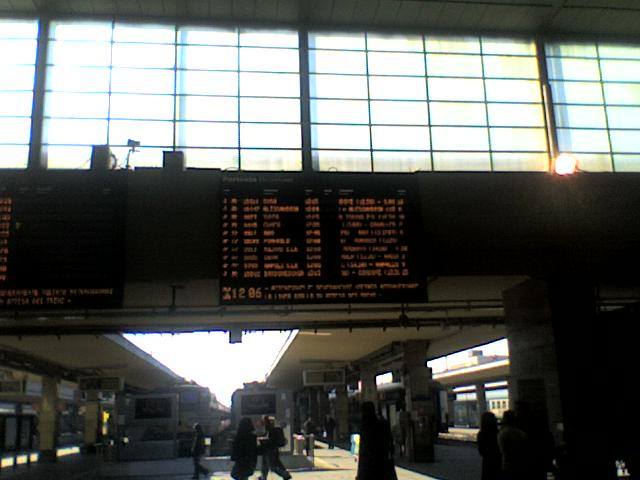
Utastájékoztató kijelzők
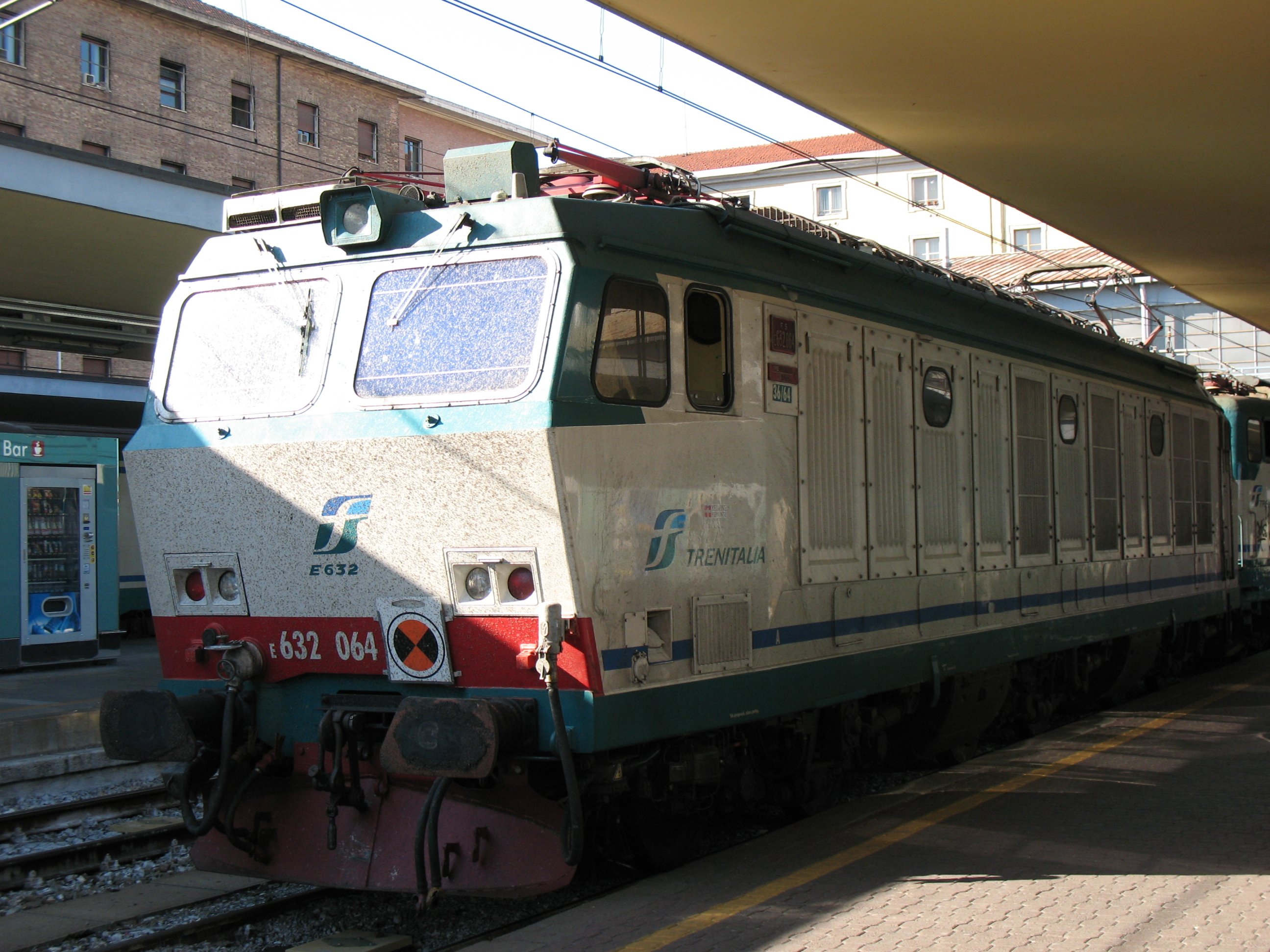
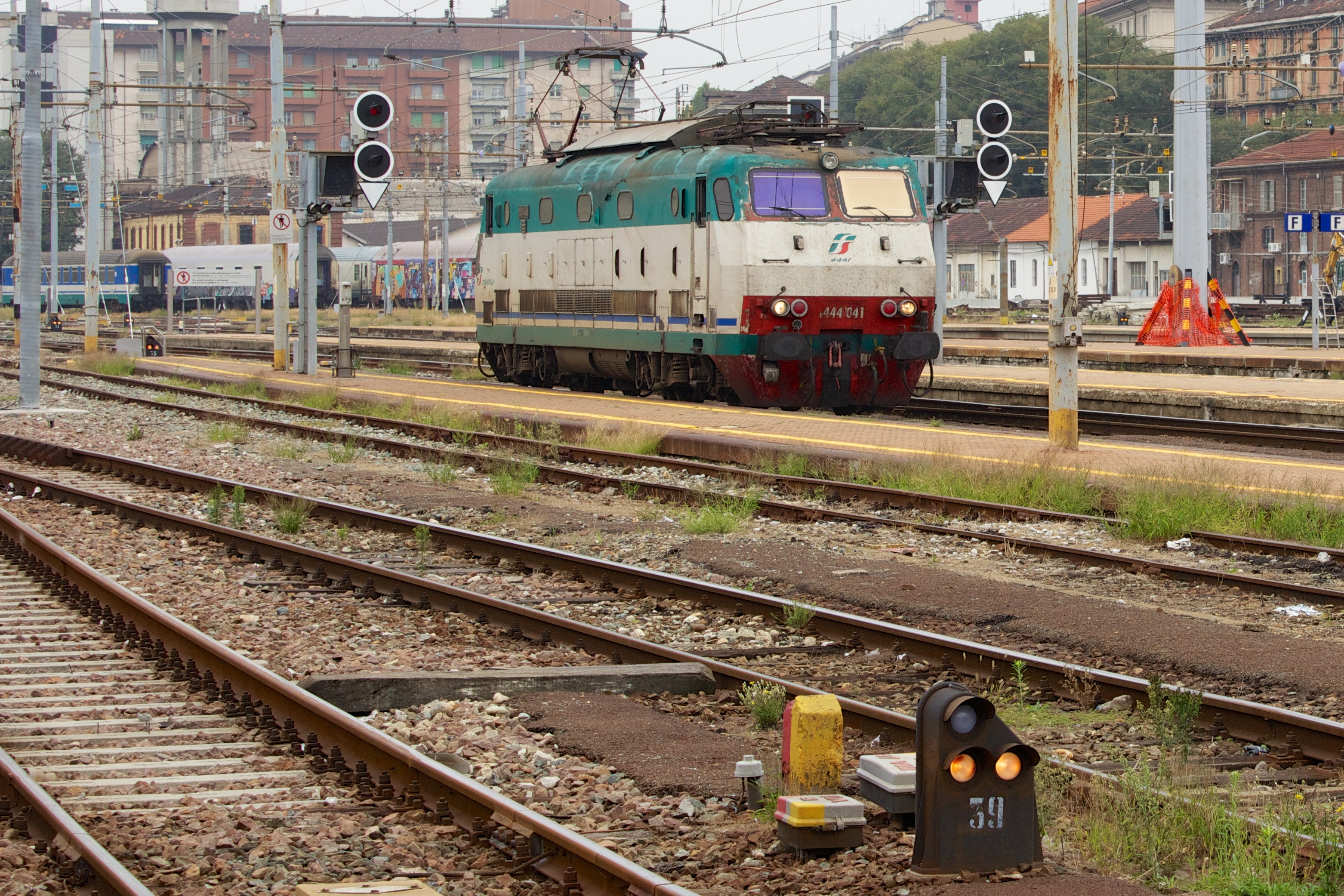
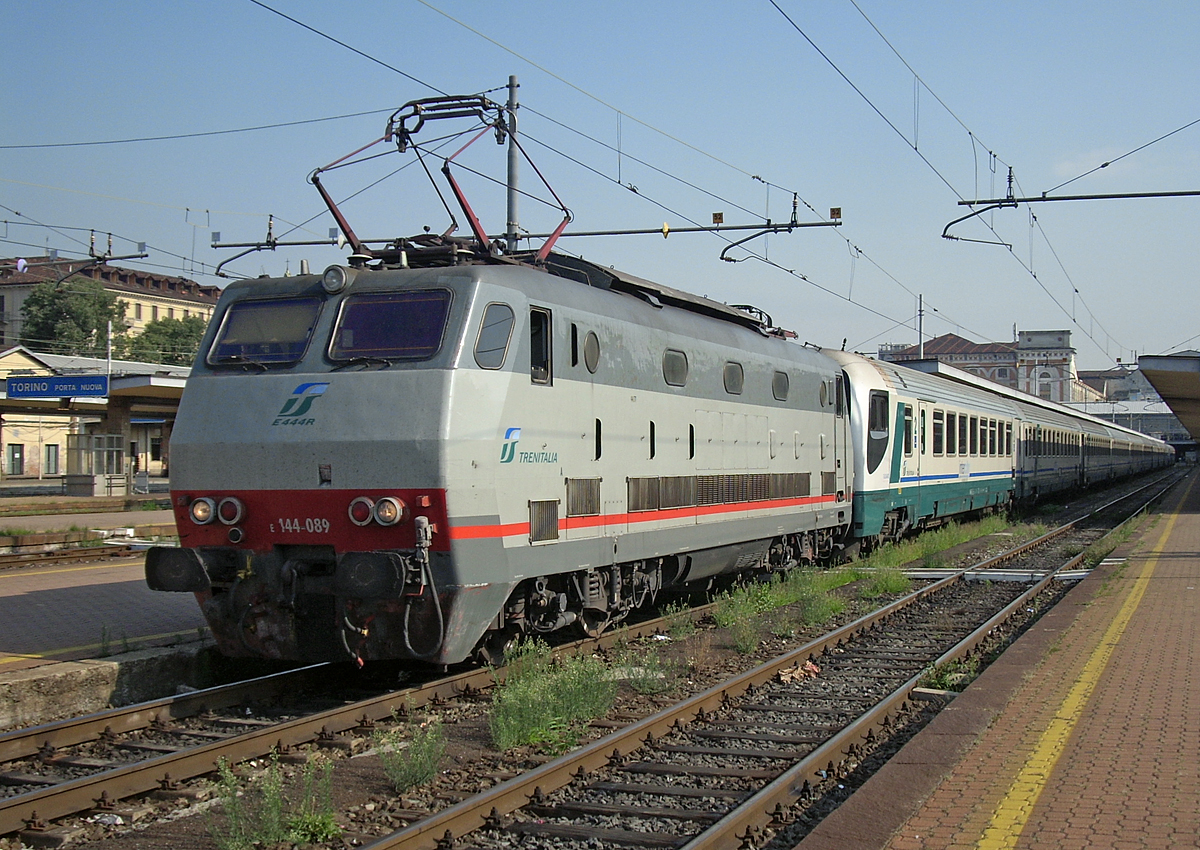